# Marx Dormoy (métro de Paris)
Pour les articles homonymes, voir Dormoy.
Marx Dormoy est une station de la ligne 12 du métro de Paris, située dans le 18e arrondissement de Paris.

## Situation
La station est implantée à la limite administrative entre le quartier de la Goutte-d'Or à l'ouest et le quartier de la Chapelle à l'est. Elle se trouve sous l'amorce de la rue de la Chapelle au niveau de la place Paul-Éluard, située à l'intersection avec la rue Ordener, la rue Riquet et la rue Marx-Dormoy. Orientée selon un axe nord-sud, elle s'intercale entre les stations Porte de la Chapelle et Marcadet - Poissonniers. En direction de Mairie d'Aubervilliers, elle est précédée d'une courbe particulièrement serrée de seulement 50 mètres de rayon, où la vitesse des rames est limitée à 35 km/h.

## Histoire
La station est ouverte le 23 août 1916 avec la mise en service du dernier prolongement de la ligne A de la Société du chemin de fer électrique souterrain Nord-Sud de Paris (dite Nord-Sud), depuis Jules Joffrin jusqu'à Porte de la Chapelle, intervenue en pleine Première Guerre mondiale.
Elle doit sa dénomination initiale de Torcy à sa proximité avec la rue de Torcy, laquelle rend hommage au marquis Jean-Baptiste Colbert de Torcy (1665-1746), neveu de Colbert.
Le 27 mars 1931, la ligne A devient l'actuelle ligne 12 du métro à la suite de l'absorption de la société du Nord-Sud le 1er janvier 1930 par sa concurrente, la Compagnie du chemin de fer métropolitain de Paris (dite CMP), qui gère la concession de l'essentiel des autres lignes du réseau.
Le 11 mai 1946, la station change de nom au profit de Marx Dormoy, simultanément à la partie sud de la rue de la Chapelle, renommée rue Marx-Dormoy en l'honneur de Marx Dormoy (1888-1941), homme politique français, assassiné à Montélimar par des cagoulards. La station devient ainsi la dernière d'une série de huit sur le réseau dont le nom est modifié à l'issue de la Seconde Guerre mondiale afin d'honorer la mémoire de résistants morts pour la France, après les stations Trinité - d'Estienne d'Orves (ligne 12), Charles Michels (ligne 10), Colonel Fabien (ligne 2), Corentin Celton (ligne 12), Guy Môquet (ligne 13), Jacques Bonsergent (ligne 5) et Corentin Cariou (ligne 7).
Comme l'ensemble des points d'arrêt de la ligne 12 de 1959 à 1960, les quais sont modernisés par la mise en place d'un carrossage métallique sur les piédroits, doté de montants horizontaux de couleur vert d'eau et de cadres publicitaires dorés éclairés par le haut, complété de bancs jaunes. Ce modèle d'aménagement est alors largement déployé en tant que moyen rapide et peu coûteux de rénover les stations du réseau. En outre, la balustrade d'origine de la bouche d'accès, en céramique et en fer forgé selon le style typique du réseau Nord-Sud, disparaît au profit d'un entourage gris plus sobre.
Jusqu'en 1977, une correspondance par la voie publique était possible avec l'ancienne gare de Pont-Marcadet, sur la ligne de Paris-Nord à Lille. Desservie par des trains de banlieue en direction de Saint-Denis, elle est définitivement fermée et disparue lors des importants travaux en avant-gare préalables à la création de la gare souterraine de Paris-Nord (accueillant les actuelles lignes B et D du RER).
Dans les années 1990, le carrossage des quais voit ses lambris métalliques repeints en rouge et assortis de barres « assis-debout » rouges également, en remplacement des bancs initiaux.
Dans le cadre du programme « Renouveau du métro » de la RATP, les couloirs de la station sont rénovés le 4 mars 2002, nécessitant sa fermeture au public du 7 janvier au 15 mars.
Du 1er août 2022 au 30 septembre 2025, c'est au tour des quais de faire l'objet d'une modernisation complète dans le cadre de l'opération « Un métro + beau », laquelle entraîne la dépose du carrossage des piédroits (faisant provisoirement réapparaître d'anciennes affiches et plans du métro antérieurs aux années 1960,,,) au profit d'une restitution à l'identique du style « Nord-Sud » d'origine.

Quais de la station avant la rénovation
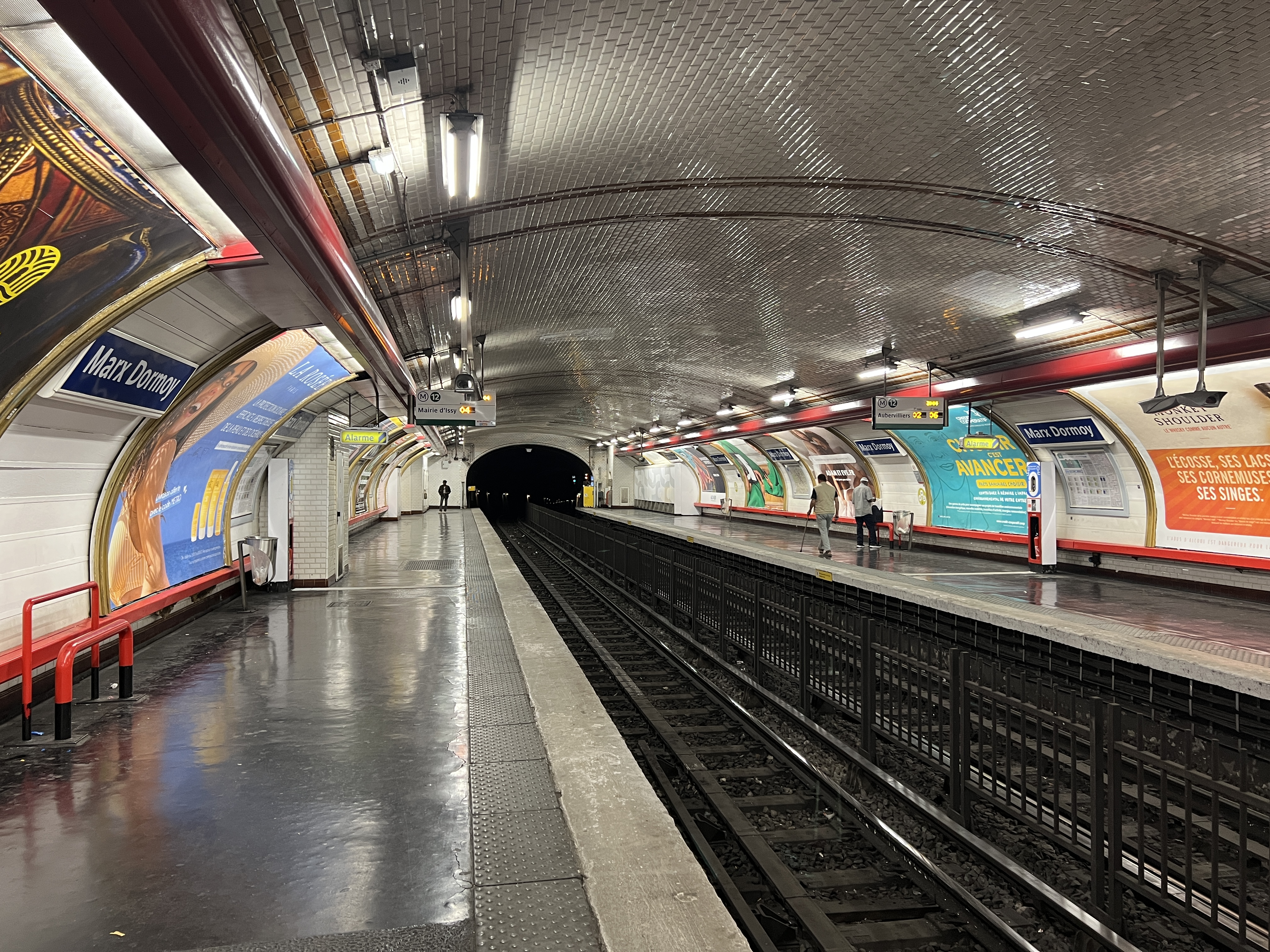
Les quais vus en direction de Mairie d'Aubervilliers.
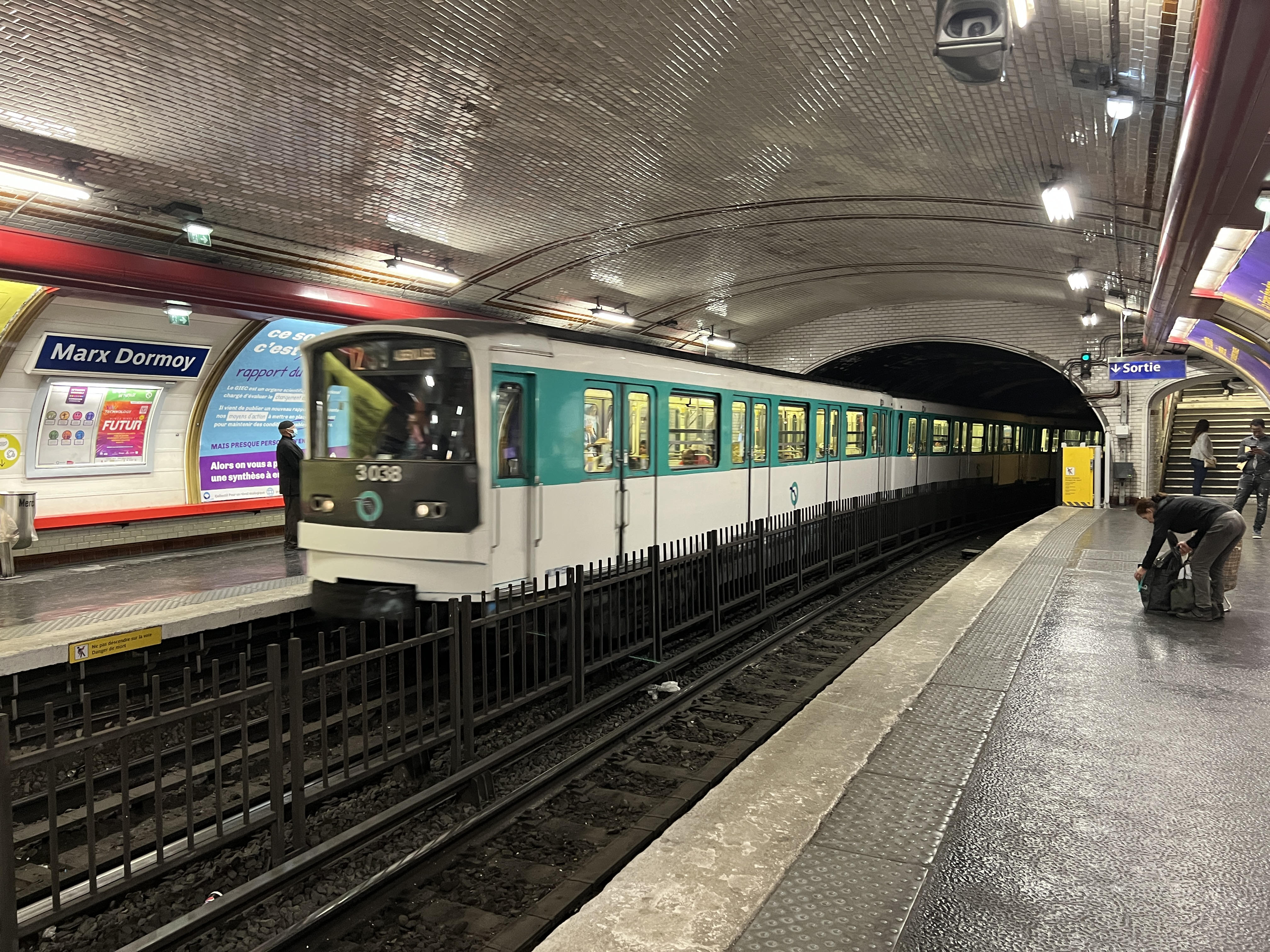
Entrée d'une rame MF 67 pour Mairie d'Aubervilliers.
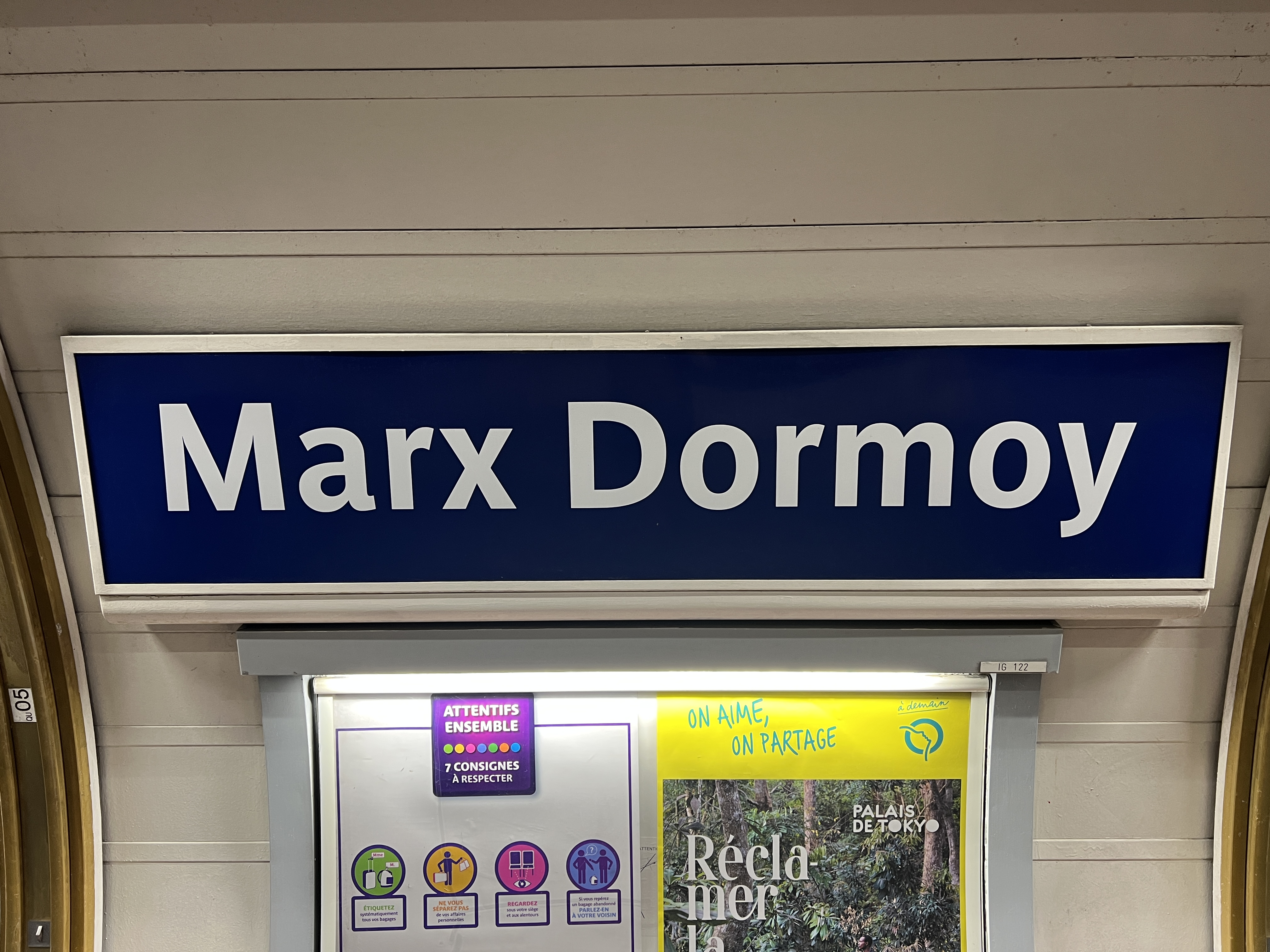
Plaque émaillée indiquant le nom de la station.

Travaux sur les quais en 2022
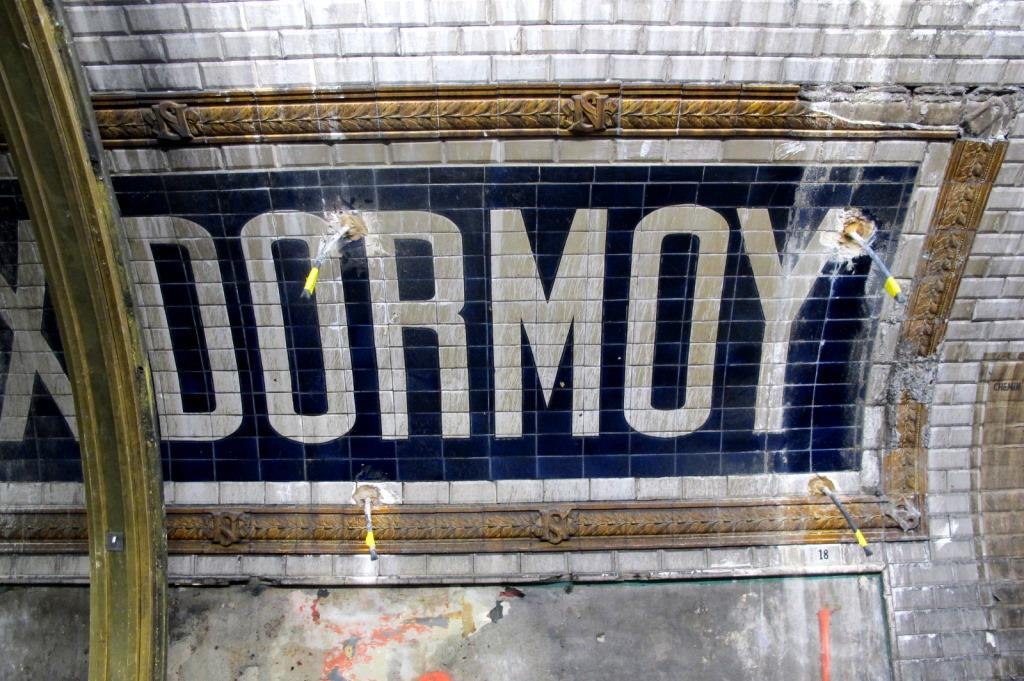
Le nom de la station inscrit sur l'ancienne faïence « Nord-Sud ».
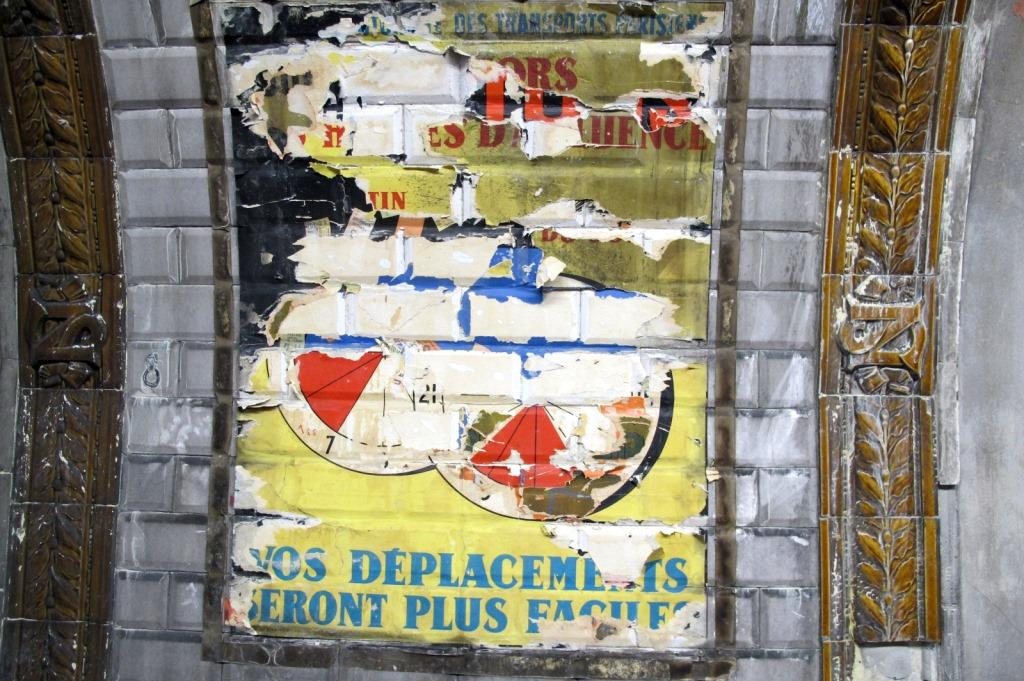
Ancienne affiche remise au jour lors du retrait du carrossage.
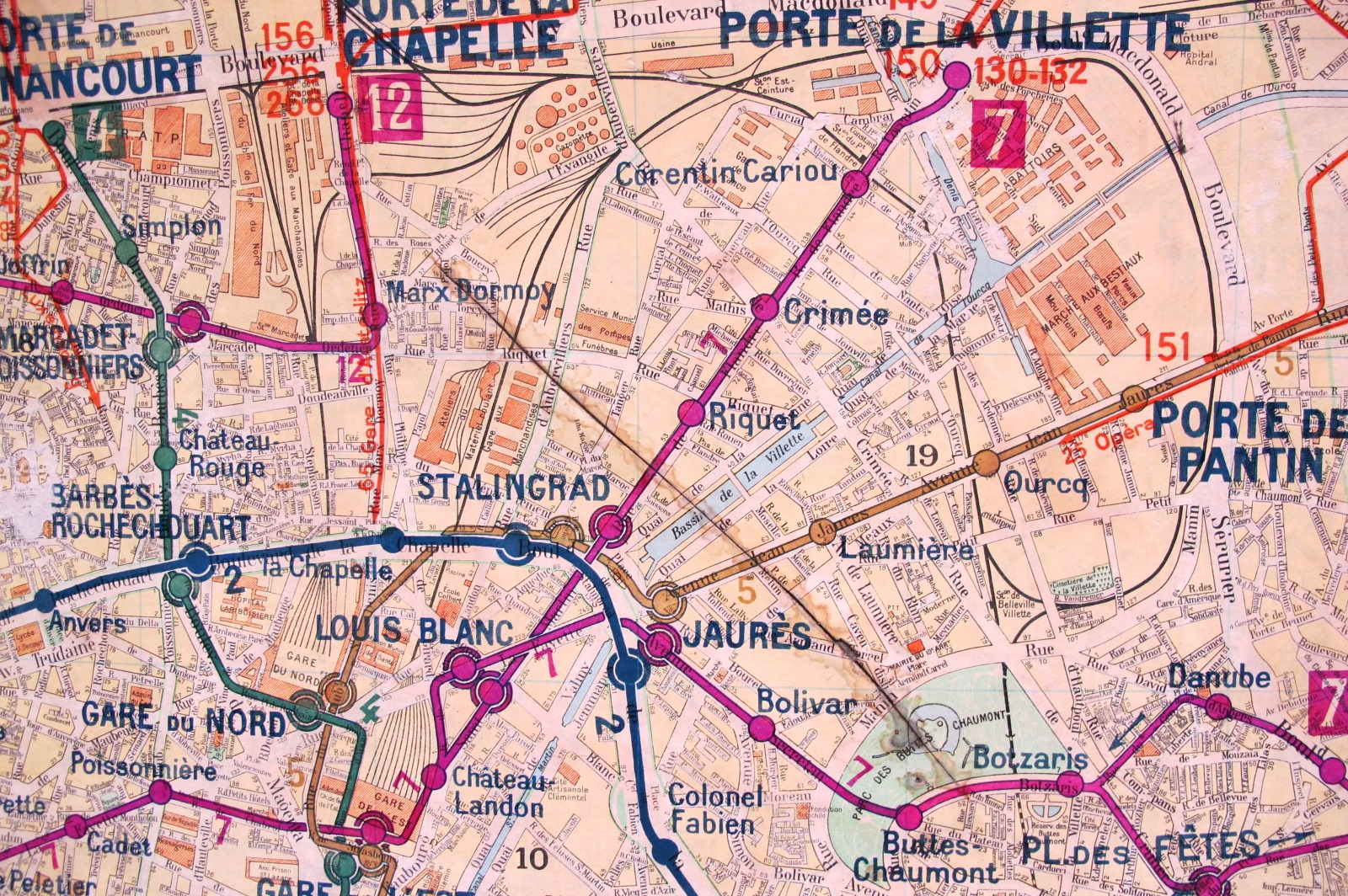
Ancien plan du métro de Paris réapparu lors du décarrossage.

### Fréquentation
Selon les estimations de la RATP, la station a vu entrer 3 359 946 voyageurs en 2019, ce qui la place à la 150e position des stations du métro de Paris pour sa fréquentation sur 302,. En 2020, avec la crise du Covid-19, son trafic annuel tombe à 1 544 166 voyageurs, la reléguant alors au 172e rang, avant de remonter progressivement en 2021 avec 2 425 928 entrants comptabilisés, ce qui la classe à la 139e position des stations du réseau pour sa fréquentation cette année-là.
De par sa relative proximité avec les deux principaux épicentres de la crise du crack à Paris (la place de la Bataille-de-Stalingrad au sud-est et la « colline du crack » de la porte de la Chapelle au nord), Marx Dormoy est historiquement l'une des stations les plus touchées par le phénomène de la consommation de drogue dans le métro de Paris, avec les deux stations encadrantes de la ligne 12, Porte de la Chapelle et Marcadet - Poissonniers. Durant l'hiver 2018, cette situation jugée anxiogène amène certains conducteurs à ne plus desservir les stations précitées, pour leur sécurité et celle des voyageurs à bord des rames, lorsqu'ils constatent d'importants attroupements de toxicomanes sur les quais.

## Services aux voyageurs

### Accès
La station dispose d'un unique accès intitulé « Place Paul-Éluard », constitué d'un escalier fixe doublé d'un escalier mécanique montant, débouchant sur la place précitée au droit du no 4 de la rue de la Chapelle. Il est agrémenté d'un mât avec un « M » jaune inscrit dans un cercle et d'une balustrade métallique d'aspect sobre, remplaçant l'entourage d'origine en céramique et en fer forgé dans le style caractéristique de l'ancien réseau Nord-Sud.

Accès à la station
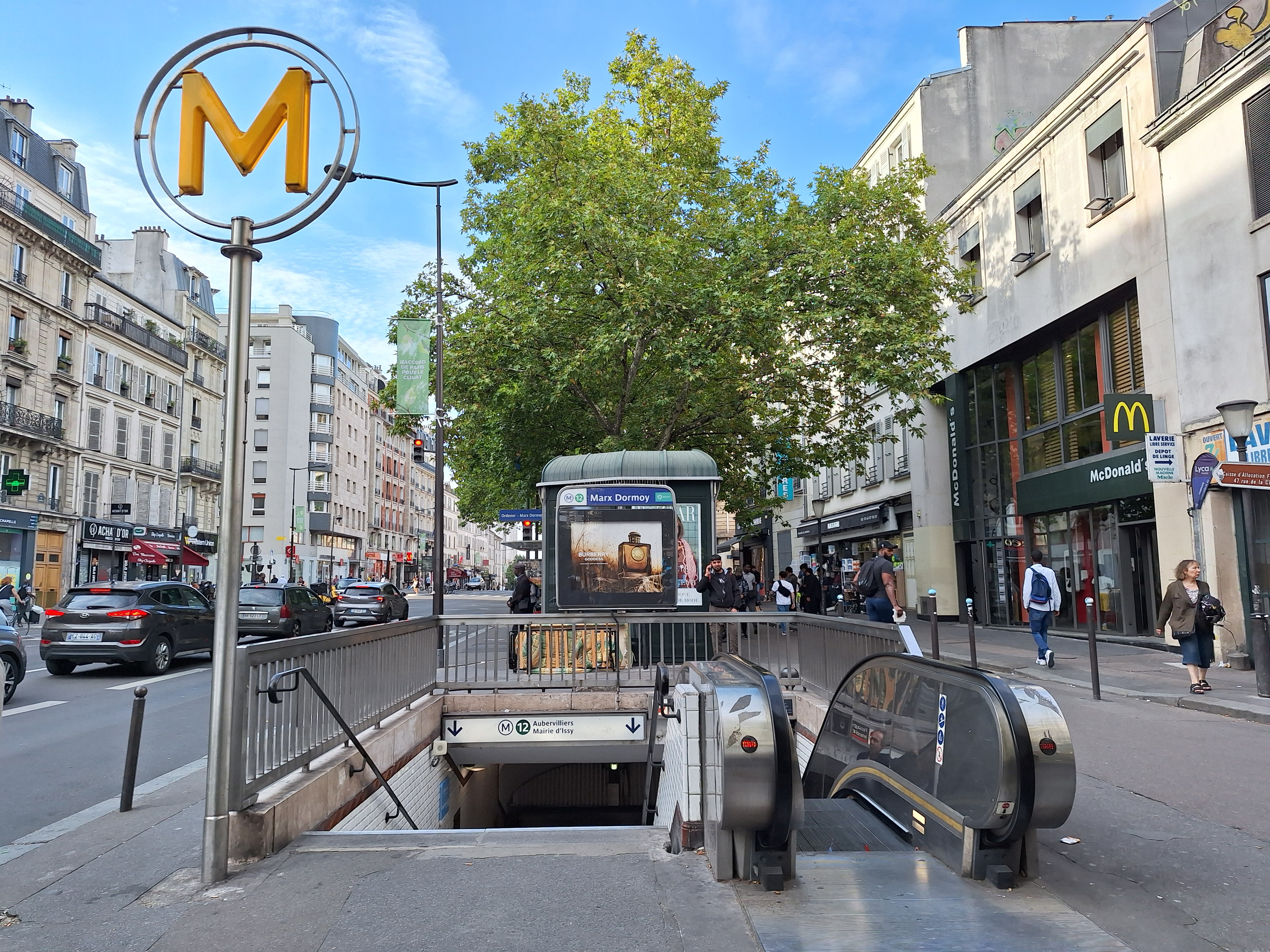
L'unique bouche d'accès de la station, vue de face.
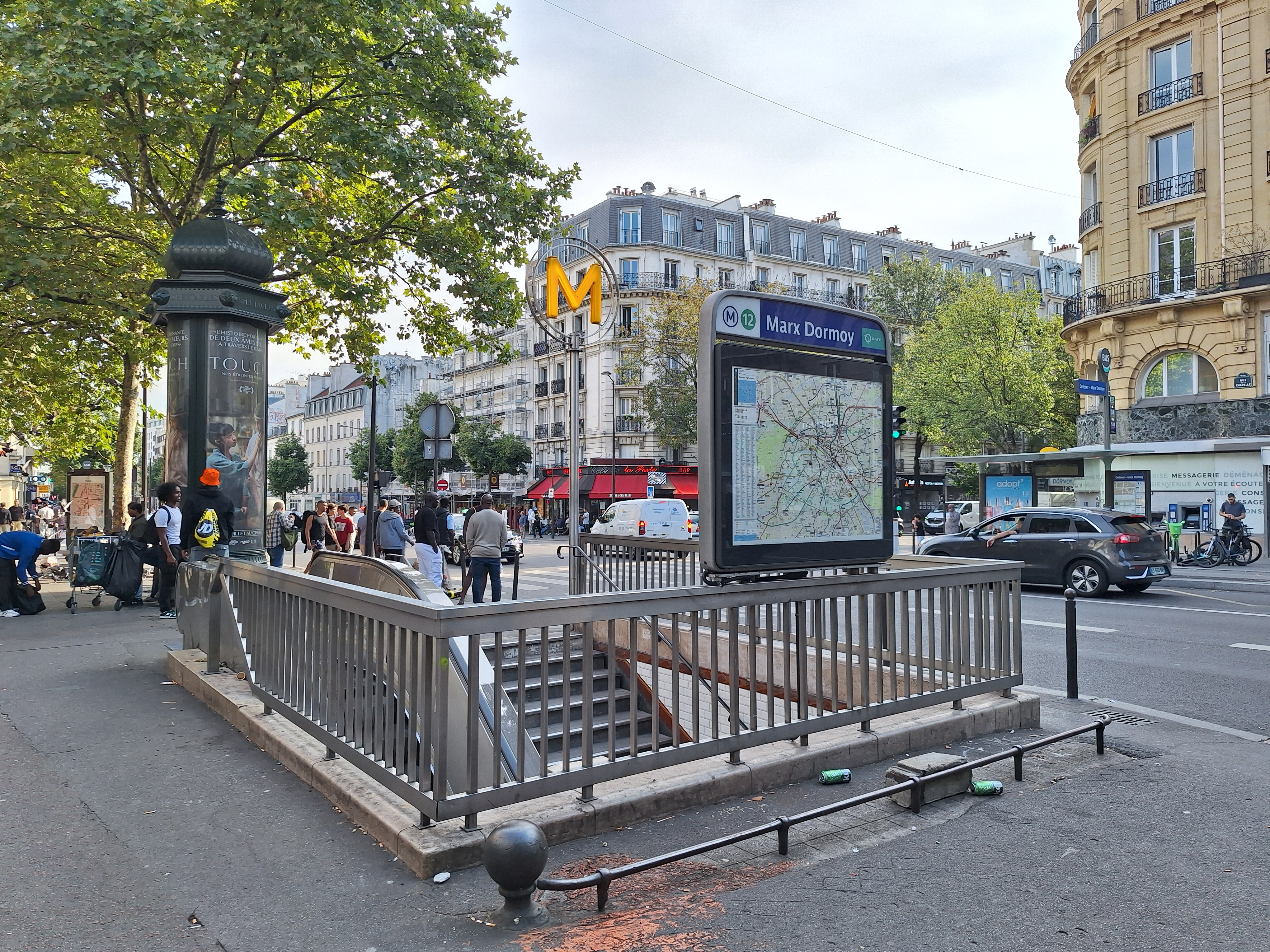
Vue arrière latérale de la même bouche d'accès.
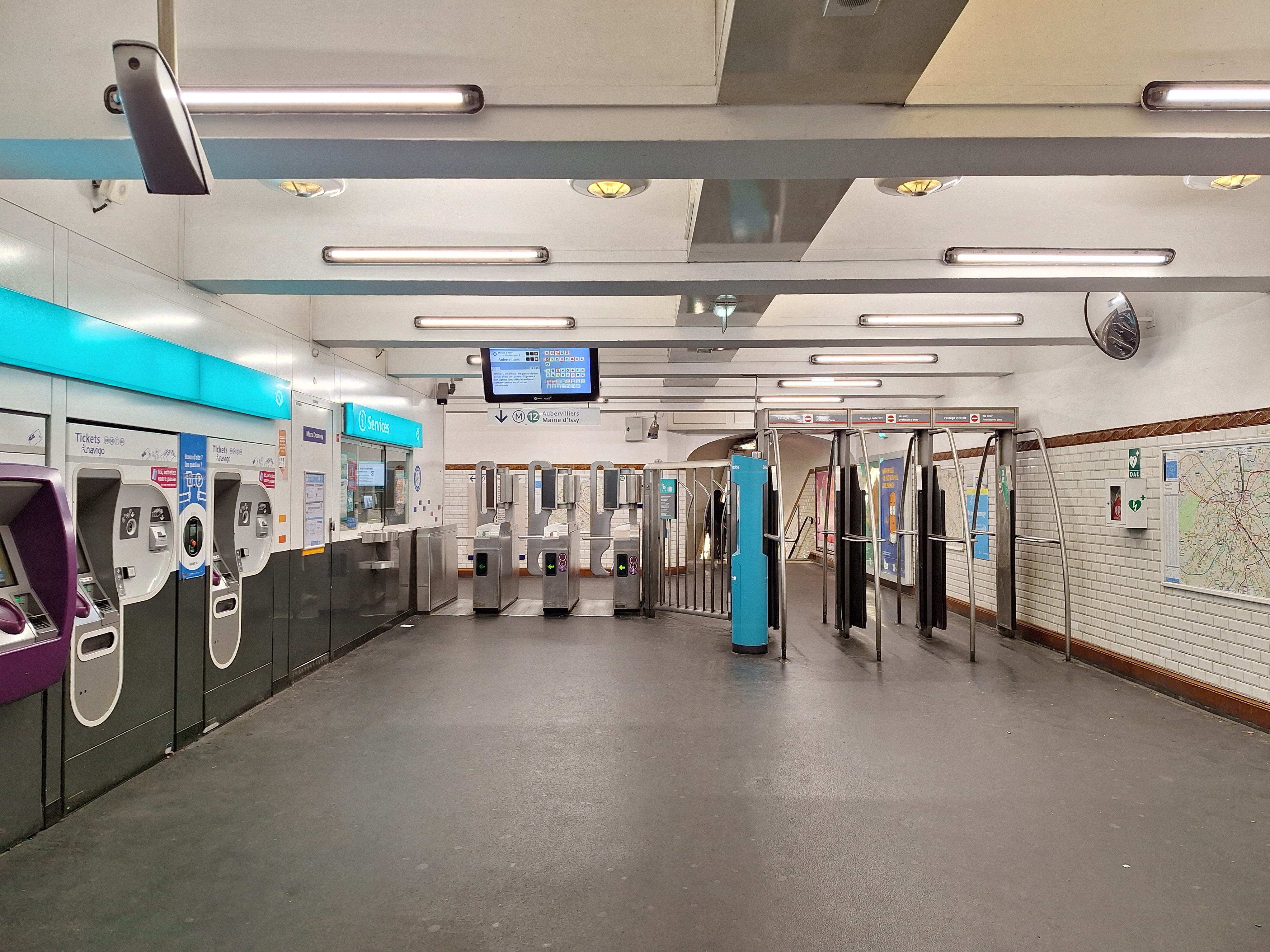
Vue d'ensemble du hall d'accueil de la station.

### Quais
Marx Dormoy est une station de configuration standard pour le métro de Paris : elle possède deux quais, d'une longueur conventionnelle de 75 mètres, séparés par les voies du métro situées au centre et la voûte est semi-elliptique, forme spécifique aux anciennes stations du réseau Nord-Sud dont la partie inférieure des piédroits était verticale et non courbée. Les quais sont actuellement en rénovation.
La décoration en céramique reprend le style caractéristique de cette compagnie, de couleur marron comme il en est d'usage dans les stations sans correspondance, selon les codes graphiques de l'ancien Nord-Sud. Cette teinte s'applique aux cadres publicitaires et aux entourages du nom de la station, en faïence avec des motifs végétaux et lettres « NS » entrelacées en relief, ainsi qu'aux dessins géométriques en carreaux biseautés sur les piédroits et la voûte. Le nom de la station est incorporé dans la céramique murale en blanc sur fond bleu, de petite taille au-dessus des publicités et de très grande taille entre celles-ci. Ces ornements sont mariés avec les traditionnels carreaux en céramique blancs biseautés du métro de Paris, lesquels recouvrent les piédroits, la voûte ainsi que les tympans. L'éclairage est assuré par deux bandeaux-tubes suspendus.
Depuis mars 2020, les deux voies du métro sont séparées par des barrières anti-franchissement, que l'on retrouvait dans l'essentiel des stations de la ligne 4 avant leur équipement en façades de quai, réalisé entre 2018 et 2021 dans le cadre de son automatisation intégrale. Cet ancien dispositif vise à limiter les intrusions illicites de personnes sur les voies, récurrentes sur le tronçon nord de la ligne 12.

### Intermodalité
La station est desservie par les lignes 35, 38, 60 et 302 du réseau de bus RATP, et la nuit, par la ligne N43 du Noctilien.

## À proximité
- Église Saint-Denys de la Chapelle
- Basilique Sainte-Jeanne-d'Arc
- Col de la Chapelle (au niveau des deux édifices religieux listés ci-dessus)
- Marché de La Chapelle (dit également marché de l'Olive)
- Square Marc-Séguin
- Jardin de l'Évangile
- Square de la Madone
- Jardin Nusch-Éluard
- Square Paul-Robin
- Piscine Hébert
- Tour Boucry
- ZAC Pajol
- Jardins Rosa-Luxemburg
- Institut universitaire de technologie de Paris (site de la rue Pajol)
- Square Françoise-Hélène-Jourda
- Bois Dormoy
- Institut des cultures d'Islam (site de la rue Stephenson)
- Dépôt de La Chapelle
- Jardins d'Éole
- Centquatre-Paris
- Jardin Rachmaninov
- Croix de l'Évangile